# 針谷喜久雄
针谷喜久雄（1963年？—2013年7月1日）是日本的物理学家。

## 简历
- 1986年,东京大学理学部物理学科毕业。
- 1991年,东京大学大学院理学系研究学科(物理学专业)博士课程毕业，获理学博士学位。
- 2001年至2010年，任产业技术综合研究所纳米技术研究部门主任研究员。
- 2010年至今，任产业技术综合研究所纳米系统(Nanosystem)研究部门主任研究员。
- 1998年至2011年,兼任金沢工業大学大学院客座教授。
- 2000年至2002年,兼任東京工業大学大学院客座教授。
- 2004年至2007年,兼任千葉工業大学大学院客座教授。

## 主要研究专业
- 基于碳元素的新型纳米材料（富勒烯,纳米炭管,纳米石墨）
- π共轭电子系材料（导电高分子,共轭高分子,デンドリマー）
- 物理性質理论。

## 主要著作
- "Molecular Electronics and Molecular Electronic Devices Volume II"（部分章节,CRC Press）
- "Fullerene Polymers and Fullerene-Polymer Composites"（部分章节,Springer-Verlag）
- "Optical Properties of Low-Dimensional Materials Volume 2"（部分章节,World Scientific）
- "物理屋のためのインターネット講座"（部分章节,丸善）

## 外部連結
- 针谷喜久雄HP （页面存档备份，存于）
- ResearcherID网站 （页面存档备份，存于）